# Marcello Fiasconaro
Marcello Fiasconaro (Italia, 19 de julio de 1949) fue un atleta italiano especializado en la prueba de 4x400 m, en la que consiguió ser medallista de bronce europeo en 1971.

## Carrera deportiva
En el Campeonato Europeo de Atletismo de 1971 ganó la medalla de bronce en los relevos de 4x400 metros, con un tiempo de 3:04.6 segundos, tras Alemania del Oeste (oro) y Polonia (plata).